# Tankan
Tankan (短観), uma abreviação para kigyō tanki keizai kansoku chōsa (企業短期経済観測調査, literalmente Observação da Economia de Curto Prazo), é uma pesquisa trimestral de confiança dos negócios reportado pelo Banco do Japão que mostra o nível da economia japonesa. Ele é uma das medidas financeiras chave no Japão e possui influência considerável nos preços das ações e na taxa de câmbio. O componente do 'índice da grande indústria' do Tankan é considerado "um dos principais medidores do crescimento econômico".